# Lehenda-SchWSM Tschernihiw
Der Schinotschyj futbolnyj klub «Lehenda-SchWSM» Tschernihiw (ukrainisch Жіночий футбольний клуб «Легенда-ШВСМ» Чернігів, wiss. Transliteration Žinočyj futbolʹnyj klub «Lehenda-ŠVSM» Černihiv) ist ein ukrainischer Sportverein aus Tschernihiw. Der Aushängeschild des Vereins ist die Frauenfußball-Abteilung.

## Geschichte
Der Verein wurde 1987 gegründet und nahm schon kurze Zeit später erstmals an der sowjetischen Frauenfußballliga teil. Nach dem Zerfall der Sowjetunion war der Club 1992 Gründungsmitglied der ukrainischen Liga. Nachdem man in den 1990er Jahren regelmäßig Mittelfeldplätze belegt hatte, konnte im Jahre 2000 die erste Meisterschaft bejubelt werden. Im UEFA Women’s Cup wurde man Gruppenzweiter hinter dem FC Toulouse. 2002 wurde neben der zweiten Meisterschaft auch erstmals der Pokal gewonnen. Auf europäischer Ebene wurde man wieder Gruppenzweiter, diesmal hinter dem schwedischen Verein Malmö FF. Um die Nachwuchsarbeit zu forcieren, gründete der Verein eine Jugendakademie für Mädchen zwischen neun und 15 Jahren. 2005 wurde der bisher dritte Meistertitel gewonnen. Erstmals konnte die Vorrundengruppe gewonnen werden. Allerdings hatten es die Ukrainerinnen mit eher schwächeren Gegnern zu tun. In der zweiten Runde traf man mit Umeå IK (Schweden), Kolbotn IL (Norwegen) und Espanyol Barcelona auf sehr starke Gegner.

## Erfolge
- Ukrainischer Meister: 2000, 2001, 2002, 2005, 2009, 2010[1][2]

- Ukrainischer Pokalsieger: 2001, 2002, 2005, 2009